# Podaucheniellus
Podaucheniellus is een geslacht van hooiwagens uit de familie Assamiidae.
De wetenschappelijke naam Podaucheniellus is voor het eerst geldig gepubliceerd door Roewer in 1927. 

## Soorten
Podaucheniellus is monotypisch en omvat slechts de volgende soort:
- Podaucheniellus bipalaris